# Tipton (Missouri)
Tipton é uma cidade localizada no estado americano de Missouri, no Condado de Moniteau.

## Demografia
Segundo o censo americano de 2000, a sua população era de 3261 habitantes.
Em 2006, foi estimada uma população de 3143, um decréscimo de 118 (-3.6%).

## Geografia
De acordo com o United States Census Bureau tem uma área de
5,4 km², dos quais 5,4 km² cobertos por terra e 0,0 km² cobertos por água. Tipton localiza-se a aproximadamente 282 m acima do nível do mar.

## Localidades na vizinhança
O diagrama seguinte representa as localidades num raio de 20 km ao redor de Tipton.